# Horní Počaply
Horní Počaply – gmina w Czechach, w powiecie Mielnik, w kraju środkowoczeskim. Według danych z dnia 1 stycznia 2013 liczyła 1 272 mieszkańców.
W miejscowości jest przystanek kolejowy Horní Počaply.